# جورج ثيودور
جورج ثيودور (بالإنجليزية: George Theodore)‏ هو لاعب كرة قاعدة أمريكي، ولد في 13 نوفمبر 1947 في سولت ليك في الولايات المتحدة.

## وصلات خارجية
- جورج ثيودور على موقعبيزبول رفرنس.كوم (الدوري الرئيسي) (الإنجليزية)
- جورج ثيودور على موقعبيزبول رفرنس.كوم (الدوري الثانوي) (الإنجليزية)
- جورج ثيودور على موقع مشجعي الرسوم البيانية (الإنجليزية)